# Termoclina
La termoclina (de vegades dita metalimnion) és una capa dins una massa d'aigua o d'aire on la temperatura canvia ràpidament amb la fondària o l'alçada.

## Oceans

Gràfic d'ubicació de la termoclina ENSO neutre.

Gràfic d'ubicació de la termoclina La Niña.

Donat que l'aigua no és perfectament transparent, la major part de tota la llum solar s'absorbeix en la capa superficial, escalfant-se. El vent i la circulació d'onades mouen l'aigua en aquesta capa, distribuint-la dins d'ella, fent que la temperatura es faci relativament uniforme en les primeres desenes de metres. Sota aquesta capa de mescla, la temperatura cau molt ràpidament; potser més de 20 °C en els següents 150 m de fondària. Aquesta zona de transició ràpida es coneix com la termoclina. Sota d'ella, la temperatura continua caient, però molt més gradualment. En els oceans, el 90% de l'aigua està per sota de la termoclina. Aquest oceà profund consta de capes de la mateixa densitat, pobrament mesclades i amb temperatures de 0 a 3 °C (amb aquesta temperatura tan baixa l'aigua es troba encara en estat líquid a causa de la pressió que exerceixen l'aigua i l'aire que es troba damunt de la massa d'aigua freda).
La termoclina varia amb la latitud i l'estació de l'any: és permanent als tròpics, variable en els climes temperats (més forta a l'estiu), i de feble a inexistent a les regions polars, on la columna d'aigua està tan freda a la superfície com al fons.
En la mar oberta, es caracteritza per un gradient de velocitat sònica negatiu, fent que la termoclina sigui important en la guerra submarina, ja que pot produir reflexos actius en els sonars.

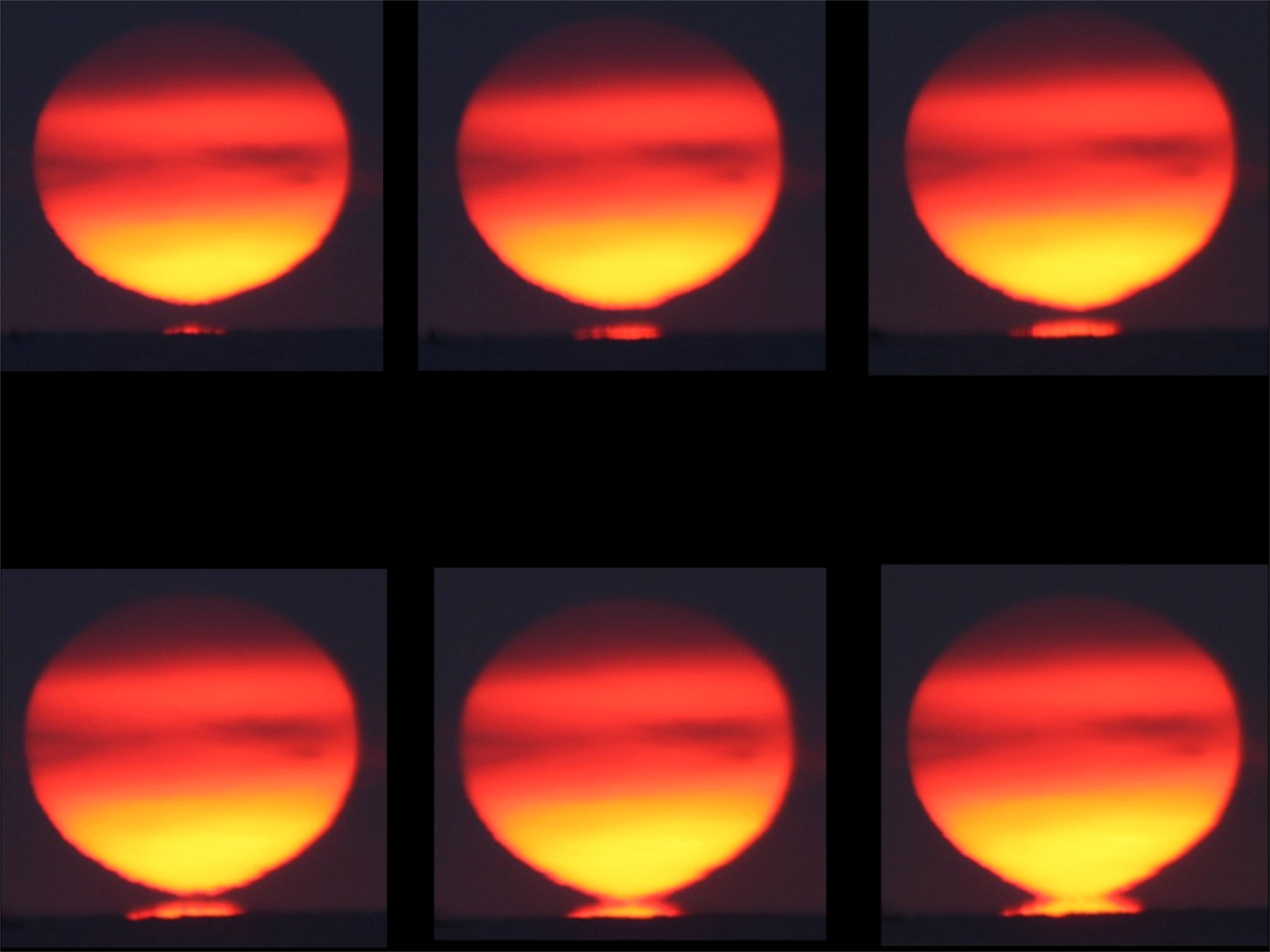
Inici d'estats de miratge inferior, sol ponent

En capbussar-se, una termoclina d'uns pocs °C es pot sentir com estar entre dues masses d'aigua i dona a l'aigua una aparença de vidre opac, causada per la refracció alterada de la columna d'aigua freda o calenta; és similar als miratges del desert.

## Altres masses d'aigua
Les termoclines també es presenten a llacs relativament superficials.

## Atmosfera
La formació d'un perfil vertical de termoclina és un fenomen molt comú, particularment a la baixa atmosfera, degut als efectes diurnals del cicle d'escalfament/refredament solar. El fenomen es va aplicar als estudis de contaminació acústica a la dècada de 1960 i va contribuir al disseny d'autopistes urbanes i les barreres sòniques.